# The Other One
The Other One — четвёртый студийный альбом японской каваии-метал группы Babymetal.  Он был выпущен 24 марта 2023 года на лейблах Babymetal Records, Amuse, Toy’s Factory, Cooking Vinyl America и 5B Records. Babymetal анонсировали альбом 11 октября 2022 года и представили его как концептуальный альбом.  Это последний альбом группы как дуэта, вскоре после его выхода к группе присоединилась Момоко Окадзаки (Momometal).

## Общая информация
Babymetal анонсировали The Other One 11 октября 2022 года и представили его как концептуальный альбом. Он был анонсирован после годичного перерыва, который участницы Babymetal взяли после десятилетнего юбилея группы. Согласно пресс-релизу:
В прошлом году Babymetal были «запечатаны» от мира после успешного 10-летнего путешествия. В апреле 2022 года начался The Other One — проект по восстановлению Babymetal через виртуальный мир "Metalverse". В рамках этого проекта было обнаружено 10 песен, каждая из которых представляет собой уникальную тему, основанную на 10 отдельных параллельных мирах, существующих вне времени и пространства, которые были раскрыты в ходе восстановления. В предстоящем концептуальном альбоме представлены эти совершенно новые композиции, чтобы мы могли познакомиться с другой историей Babymetal, о которой никто никогда не знал". 
Согласно сюжетной линии альбома, каждая песня рассказывает о параллельных мирах, с которыми столкнулись Su-Metal и Moametal во время путешествия по альтернативным реальностям. Su-Metal описала альбом как попытку выйти за рамки стереотипных представлений о группе.
Первый сингл с альбома, «Divine Attack — Shingeki», был выпущен 20 октября 2022 года. Это первая песня Babymetal, в которой Su-Metal участвовала в написании текста. Второй сингл с альбома, «Monochrome», был выпущен 17 ноября одновременно с первым в истории группы лирик-видео. 19 января 2023 года группа выпустила сингл «Metal Kingdom», а также раскрыла трек-лист альбома. Четвёртый сингл, «Light and Darkness», был выпущен 23 февраля 2023 года с музыкальным видео с одного из их живых выступлений. Пятый сингл, «Mirror Mirror», был выпущен вместе с лирик-видео за день до выхода альбома. 21 апреля было выпущено музыкальное видео на песню «Metalizm».

## Отзывы критиков
После выхода альбом получил в целом благоприятные отзывы критиков. Kerrang! отметили: «В их четвёртом альбоме не так много того, что заставит ваши брови подняться или вызовет смех, но Babymetal никогда не смогут полностью избавиться от своей эксцентричности». Они так же заключили, что «трудно не веселиться, когда каждый трек здесь ощущается как собственное приключение. Так же впечатляет, что Babymetal звучат будто ведут корабль через эти параллельные вселенные не в первый раз, а уже много лет». Журнал DIY раскритиковал некоторые «глянцевые методы» производства альбома, при этом отметив, что это «в основном весёлая, шумная коллекция, также предлагающая бесконечную „кроличью нору“ для погружения».
Distorted Sound отметили, что альбом «может стать лучшей работой Babymetal», а также служит демонстрацией того, «на что способны Moametal и Su-metal как дуэт». Metal Hammer описали альбом как «продолжающиеся эксперименты», и хотя эти эксперименты могут выйти из-под контроля, альбом «бесспорно является самым сильным сборником бреда на сегодняшний день». По мнению Punktastic, альбом является «ещё одним достижением дуэта и группы в целом. Это альбом, который сумел отвлечься от экспериментального хаоса с более полным написанием песен и продюсированием». Алек Чиллингворт из Louder сказал, что «Time Wave» звучит как Basshunter с металлическим звучанием.
В июне 2023 года альбом попал в нерейтинговый список лучших 25 альбомов года по версии Alternative Press. Журнал назвав его «хаотичным, странным, сюрреалистичным и, безусловно, тяжелым», при этом отметив, что альбом это «металлическая версия падения в странную и удивительную интернет-червоточину».

## Список композиций
| №                   | Название                   | Автор(ы)                                | Длительность |
| ------------------- | -------------------------- | --------------------------------------- | ------------ |
| 1.                  | «Metal Kingdom»            | Kitsune of Metal God Tatsuometal        | 5:51         |
| 2.                  | «Divine Attack — Shingeki» | Su-metal Megmetal Hayametal             | 3:39         |
| 3.                  | «Mirror Mirror»            | The Other Metal Ryu-metal Megmetal      | 3:50         |
| 4.                  | «Maya»                     | Mayametal Kanametal Megmetal            | 3:23         |
| 5.                  | «Time Wave»                | Mk-metal Tmetal Tatsuometal             | 4:50         |
| 6.                  | «Believing»                | Peri-metal Yuppemetal                   | 3:47         |
| 7.                  | «Metalizm»                 | Metalian Ryu-metal Megmetal             | 3:34         |
| 8.                  | «Monochrome»               | Mk-metal Yuppemetal                     | 3:57         |
| 9.                  | «Light and Darkness»       | Mk-metal Takemetal Tatsuometal          | 4:04         |
| 10.                 | «The Legend»               | Kitsune of Metal God Ryu-metal Megmetal | 4:18         |
| Общая длительность: | Общая длительность:        | Общая длительность:                     | 41:11        |

| №  | Название                                      | Длительность |
| -- | --------------------------------------------- | ------------ |
| 1. | «Metal Kingdom» (music video)                 |              |
| 2. | «Divine Attack (Shingeki)» (visualizer video) |              |
| 3. | «Mirror Mirror» (lyric video)                 |              |
| 4. | «Monochrome» (lyric video)                    |              |
| 5. | «Light and Darkness» (music video)            |              |

Примечание
- «Metal Kingdom», «Maya», «Metalizm» и «The Legend»  стилизованы под полдностью заглавные буквы.

## Участники записи
- Судзука Накамото — вокал
- Моа Кикути — бэк-вокал

## Чарты
| Чарт (2023)                                   | Высшая позиция |
| --------------------------------------------- | -------------- |
| Австралия (Australian Digital Albums, ARIA)   | 14             |
| Австралия (Australian Physical Albums, ARIA)  | 14             |
| Бельгия/Фландрия (Ultratop)                   | 120            |
| Бельгия/Валлония (Ultratop)                   | 97             |
| Германия (Offizielle Top 100)                 | 24             |
| Япония (Oricon)                               | 3              |
| Япония (Oricon)                               | 3              |
| Япония (Billboard Japan)                      | 3              |
| Шотландия (Scottish Albums Chart)             | 7              |
| Швейцария (Schweizer Hitparade)               | 76             |
| Великобритания (UK Albums Chart)              | 32             |
| Великобритания (UK Independent Albums Chart)  | 1              |
| Великобритания (UK Rock & Metal Albums Chart) | 3              |
| США (Billboard Top Album Sales)               | 23             |
| США (Billboard Top Current Album Sales)       | 20             |
| США (Billboard Top Hard Rock Albums)          | 15             |
| США (Billboard Independent Albums)            | 48             |
| США (Billboard World Albums)                  | 8              |

| Чарт (2023)     | Высшая позиция |
| --------------- | -------------- |
| Япония (Oricon) | 9              |

| Чарт (2023)              | Позиция |
| ------------------------ | ------- |
| Япония (Billboard Japan) | 72      |

## Комментарий
1. ↑  Группа считает The Other One «концептуальным альбомом», а не четвёртым альбомом, используя последнее описание для обозначения альбома группы 2025 года Metal Forth[5].